# 共有制
共有制（きょうゆうせい）または共有権（きょうゆうけん、英語: common ownership）は財産を共有する制度や権利である。対比語は私有や公有などである。

## 概要
共有制は、企業や他の組織などの資産を分割せずに所有する原理に基づき、個人名義による「私有」や、あるいは政府などの公的機関による「公有」とは異なる。共有制では、その企業の「オーナー」となるよりも、その企業とその未来の世代の資産の受託者となる。共有権は資本主義を「中和化」する1方法であり、資本の注入によるよりも、企業への参加という効果により企業の管理に受託する。
多くの社会主義運動は、生産力の生産結果あるいは最終的な目標として、生産手段の共有を提唱した。社会主義者達は、企業の私有や、あるいは国有などの集産主義的な所有形態と、共有制を明確に区別した。
政治学では共有制は、社会の全個人による集合的な権利または参加とされる。共産主義やいくつかの社会主義の形態では、生産手段の共有が提唱された。共有は集産主義的な所有形態とは異なる。共有では資産は全ての人に開かれているが、集産主義的な所有形態では資産は契約や合意によって結合的に所有される。集産主義的な所有の例には生産者協同組合などの近代的な企業の所有形態があるが、全ての人に開かれている公共の公園のような共有制とは対照的である 。
土地の共有制は、植民地化によって遠隔の土地に一斉に移住させられた以前の部族社会では、慣習的な土地所有形態の1つである。部族や家族は伝統に従って土地を共有して生活していた。

## 共有制の歴史
新石器革命以前には部族は全ての財産の共有を実践していたが、その財産は後に私有制に移行した。アメリカ先住民族は土地の共同所有を実践していた。ロバート・ルフェーブル(en)は、土地の共同所有はエジプトや中東では農業の開始により衰退し始めたと論じた。マルクス主義者の理論ではこの所有形態は、生存に必要なレベルの共有制であったため、原始共産制と呼ばれた。

## 参照
1. ↑  Public Ownership and Common Ownership - World Socialist Party(US)
2. ↑  Holcombe, Randall G. (2005). “Common Property in Anarcho-Capitalism”. en:Journal of Libertarian Studies 19 (2):  10.
3. ↑  Common Rights vs. Collective Rights
4. ↑  LeFevre, Robert (1971). The Philosophy of Ownership. p. 20
5. ↑  LeFevre, Robert (1971). The Philosophy of Ownership. p. 46
6. ↑  LeFevre, Robert (1971). The Philosophy of Ownership. p. 48